# Carbinea breviscapa
Carbinea breviscapa är en spindelart som beskrevs av Davies 1999. Carbinea breviscapa ingår i släktet Carbinea och familjen Amphinectidae.
Artens utbredningsområde är Queensland. Inga underarter finns listade.